# Pflegepädagogik
Die Pflegepädagogik befasst sich mit der Aus-, Fort- und Weiterbildung innerhalb der Gesundheits- und Krankenpflege, der Altenpflege und der Gesundheits- und Kinderkrankenpflege. Sie greift auf Erkenntnisse der Pflegewissenschaft aber auch der Gesundheitswissenschaft, der Psychologie, der Soziologie und der Didaktik zurück. Das Berufsbild entwickelte sich aus dem Berufsbild des Unterrichtspflegers über den Lehrer für Pflegeberufe zum Diplom-Pflegepädagogen. Inzwischen ersetzen die Bachelor- und Masterstudiengänge gemäß der Bologna-Richtlinie die entsprechenden Diplomstudiengänge. Die erste Weiterbildung zum Unterrichtspfleger wurde in den 1950er Jahren an der Schwesternschule der Universität Heidelberg eingeführt.
Da in Bayern die Berufsfachschulen für Pflege unter das Landesschulrecht fallen, gibt es dort staatliche Abschlüsse, die zu einer Verbeamtung als Lehrkraft führen können. Für die 4. Qualifikationsebene bietet die TU München das Studium Lehramt an beruflichen Schulen in der Fachrichtung Gesundheit- und Pflegewissenschaften an, für die 3. Qualifikationsebene  das Staatsinstitut für die Ausbildung von Fachlehrkräften in Ansbach einen Vorbereitungsdienst, der einen fachlichen Berufsabschluss, Berufserfahrung und ein einschlägiges Studium (Bachelor-Abschluss) voraussetzt. Allerdings werden in Bayern nur wenige Berufsfachschulen für Pflege vom Staat selbst geführt (insbesondere an den Universitätskliniken) und beschäftigen Beamte. 